# Украинское общество слепых
Украинское общество слепых (укр. Українське товариство сліпих, УТОС) — добровольная общественная организация людей с инвалидностью по зрению, действующая на территории Украины.

## Цель организации
Украинское общество слепых при поддержке государства занимается мероприятиями по социально-трудовой, медицинской и профессиональной реабилитации людей с инвалидностью — граждан Украины, которые не могут конкурировать на рынке труда. Организация обеспечивает трудоустройство, медицинскую и социальную защиту людей с инвалидностью по зрению. Для этого на местах создаются первичные организации, а на территориях, где есть необходимость, организуются учебно-производственные предприятия, на которых незрячие люди получают полный спектр социальной защиты, возможность реализации, возможности полноценно жить и трудиться. Направление производства выбирается исходя из способности незрячих людей выполнять ту или иную работу. Помощь государства осуществляется как путём прямого финансирования различных проектов, так и косвенно, через льготы по налогообложению, выделение госзаказов для предприятий системы УТОС и т. д.

## История
История развития и становления украинского общества УТОС началась 4 июня 1933 года, когда Центральный исполнительный комитет и Совет народных комиссаров УССР, приняли решение о создании Украинского общества слепых. К этому времени на Украине существовало 12 местных организаций инвалидов по зрению, объединяющих более 100 человек. Председателем оргбюро был утвержден Абрам Моисеевич Эдельман. В 1934 году — в 12 мастерских УТОСа работало уже 470 незрячих. Они изготавливали из отходов сырья, товаров на 5,3 млн рублей. В этом же году вышел в свет первый номер журнала для незрячих детей шрифтом Брайля «Юный пионер» (с 1969 года — «Школьник»).
В 1935 году на Украине уже действовало 78 производственных мастерских, в которых было трудоустроено 2411 инвалидов. Основан журнал «Труд слепых» — предшественник журнала «Призыв». 1941 год — накануне Великой Отечественной войны на предприятиях Утос работало более 2700 инвалидов по зрению. Общество имело 38 общежитий, 33 клуба, 37 библиотек.
1956 год — предприятия районных и городских обществ слепых переименованы в учебно-производственные предприятия (УПП).
1991 год — количество членов общества 58 тысяч, функционируют 190 первичных организаций (79 производственных и 111 территориальных).
1992 год — во Львове создан Фонд Брайля — общественная организация, которая на этапе зарождения на Украине рыночных отношений поставила себе цель — социальная защита инвалидов по зрению. Набрана первая группа незрячих студентов Генического медицинского училища.
1993 год — Международный биографический центр в Кембридже (Великобритания) присвоил Г. А. Цейтлин звание «Человек года — 1992». В системе широко отмечено 75-летие со дня рождения и 50-летия со дня гибели Героя Советского Союза Якова Батюка.
1994 год — Коллективы художественной самодеятельности УТОС приняли активное участие в фестивале инвалидов Украины «Вдохновение». Создан учебно-информационный компьютерный центр УТОС. Несмотря на серьезные финансово-экономические трудности, переживаемые в этот период, в системе успешно развиваются спорт, художественная самодеятельность. На Чемпионате мира по плаванию в столице мальтийской республики Валетте утосовская команда, продемонстрировав высокий класс, волю к победе, получила несколько серебряных и бронзовую медали.
1995 год — В коллективах предприятий и организаций УТОС продолжалось обсуждение новой редакции проекта устава общества.
1996 год — 22—23 мая в г. Евпатория проходил очередной XIII съезд УТОС. В нём приняли участие более 190 делегатов — представители коллективов всех объединений, предприятий, территориальных организаций УТОС. Съезд утвердил изменения и дополнения в устав общества, принял концепцию и основные направления его деятельности на следующий период. Председателем Центрального правления общества избран Владислав Николаевич Бильчич.
1997 год — На базе республиканских курсов повышения квалификации руководящих кадров и специалистов УТОС прошла первая психолого-практическая реабилитация тотально незрячих, преимущественно молодых инвалидов, из всех регионов Украины. В Риксивани (Италия) состоялись чемпионаты Европы по легкой атлетике и плаванию среди инвалидов по зрению. С этих престижных соревнований утосовцы привезли 4 золотые, 10 серебряных и 9 бронзовых медалей. По инициативе незрячего доктора технических наук Г. Е. Цейтлина создана ассоциация «Окно в мир».
1998 год — В Киеве открыт Реабилитационный центр УТОС.
1999 год — Общественность общества отметила 10-летие со дня выхода первого номера газеты «Луч» и 65-летие журнала «Школьник». VIII пленум ЦП УТОС обсудил вопрос «О состоянии реабилитационной работы в системе и пути её совершенствования» и определил новые подходы, формы и методы этой очень важной деятельности.
2000 год — IX пленум ЦП УТОС, рассмотрев вопрос «О работе объединений, предприятий и организаций УТОС в 1999 году и приоритетные направления деятельности Общества в 2000 году», констатировал начало выхода утосовского производства из кризисного состояния, наращивание объёмов продукции. Утосовская общественность отметила 65-летие журнала «Призыв». Незрячие спортсмены, соревнуясь в трёх видах спорта, успешно выступили на XI летних Паралимпийских играх в Сиднее. Они завоевали 13 медалей — 2 золотые, 5 серебряных и 6 бронзовых. Указом Президента Украины Л. Д. Кучмы лучшие паралимпийцы награждены орденами «За заслуги» II и III степеней.
2001 год — 22—23 мая проходил XIV съезд УТОС. Он внёс изменения и дополнения в устав общества, утвердил Положение о Центральное правление и Центральную ревизионную комиссию УТОС. Съезд одобрил концепцию с основными направлениями деятельности Украинского общества слепых по социально-трудовой и медицинской реабилитации, социальной защите и интеграции в общество инвалидов по зрению на 2001—2005 годы. Ансамбль свирельщиков Каменец-Подольского УПП представил Хмельницкую область на главной сцене Украины — во дворце «Украина» — на концерте народных талантов, посвящённом 10-й годовщине независимости государства. Республиканская библиотека им. Николая Островского отметила 65-летие со дня создания.
2002 год — Состоялась прямая горячая телефонная линия, в которой на вопросы инвалидов по зрению отвечал глава ЦП УТОС В. Н. Бильчич. Международный комитет регистрации рекордсменов и Международный клуб рекордсменов вручили тотально слепому художнику из Харькова Дмитрию Дидоренко сразу три награды: специальный диплом, клубную медаль и престижную статуэтку Ники. На VIII зимних Паралимпийских играх 2002 в Солт-Лейк-Сити (США) украинские незрячие лыжники завоевали три медали: Олег Мунц — две серебряные, Виталий Лукьяненко — бронзовую.
2006 год — 23—24 мая в Евпатории состоялся XV съезд УТОС. На съезде В. Н. Бильчич был переизбран на пост председателя ЦП УТОС. Заместителями председателя ЦП УТОС были избраны Ю. П. Симончук и В. И. Лютиков. На съезде была одобрена Концепция реформирования и основные направления деятельности УТОС на 2006—2010 гг.

## Учебно-производственные предприятия УТОС
Предприятия системы УТОС являются основой для трудоустройства слепых так как именно в них созданы максимальные возможности для самореализации инвалидов, их возможности трудиться и получать денежное вознаграждение. Вряд ли обычное предприятие сможет организовать рабочее место слепого человека, так как возникает множество проблем. Предприятия УТОС эту функцию выполняют с успехом — организовываются такие технологические процессы и рабочие места, чтобы слепой человек мог выполнять свой процесс максимально безопасно и качественно. Учитываются умение людей с нарушением зрения обладать отличным осязанием и слухом, не случайно некоторые технологические процессы человек с нарушением зрения может делать быстрее чем зрячий, с тем же качеством. Производственные помещения оборудованы таким образом, что слепой или слабовидящий человек не смог получить травмы от оборудования и различных приспособлений. По сути учебно-производственные предприятия УТОС являются минигородками с полной социальной инфраструктурой (клубы, художественные, спортивные секции, медпункты и другое). Жилье и общежития, магазины, бытовая инфраструктура также расположены рядом. Для безопасного передвижения полностью слепых людей по предприятию и близлежащей территории располагаются сигнальные звуковые маяки (каждый имеет разную тональность), а также перила вдоль дорожек и опасных участков. На проезжих частях внутри производства и по месту жительства также наносят небольшой слой асфальта (дорожка на дороге), что позволяет незрячим при соответствующих навыках иметь пространственную ориентацию, знать местонахождение нужных объектов. Также имеются специальные макеты производственных помещений, близлежащих территорий, по которым опытный педагог проводят индивидуальные занятия с обучением ориентирования на данной местности, Огромная роль отводится соблюдению охраны труда. Как правило, на предприятиях УПП УТОС численность людей с нарушением зрения не превышает 50 %. Это связано это с тем, что при большем количестве незрячих усложняется организация производства. Действия каждого зрячего работника направлены на помощь и поддержку слепому человеку.

## Продукция и производственные возможности предприятий УТОС
Сейчас предприятия УТОС выпускают ассортимент хозяйственных товаров и садово-огородного инвентаря из полимеров, а также широкий спектр электротехнических изделий (низковольтная аппаратура) как для бытового потребления (розетки, выключатели, светильники, предохранители и т.д), так и продукции промышленного назначения для лифтостроения, машиностроения, судостроения, станкостроения, строительства и т. д. Благодаря льготам государства часть продукции идет на экспорт (в страны СНГ). При этом следует учесть, что в силу множества причин после распада СССР на территории Украины на сегодняшний день (2013 год) полноценно функционирует только около половины предприятий из 79 (на 1991 год), остальные или заброшенные или выполняют скорее социальную миссию, в результате многие люди с нарушением зрения трудоспособного возраста не могут трудоустроиться и вынуждены жить только на пособие в связи с наступлением инвалидности, назначенную государством.